# Mensch Mama!
Mensch Mama! ist eine deutsche Filmkomödie von Dirk Regel aus dem Jahr 2012. Neben Birge Schade und Götz Schubert sind die Hauptrollen mit Grit Boettcher, Max Urlacher und Marita Breuer besetzt.

## Handlung
Anja Bremer ist eine patente Frau, die sich nicht nur um Mann und Kinder und den Haushalt kümmert, sondern auch noch halbtags in einem Kindergarten arbeitet. Ein Problem hat sie jedoch, ihr Mann Ulli ist ihr zu  phlegmatisch geworden. Nach seiner Arbeit als Fischmarkt-Großhändler verbringt er den Großteil seiner Zeit vor dem Fernseher. Seine Träume, einmal selbst ein Lokal zu eröffnen, hat er längst begraben.
Als Anja durch ihre Freundin Marie davon informiert wird, dass sie im Lotto nahezu eine Million Euro gewonnen hat, gehen ihr, neben der Freude, die sie empfindet, widerstreitende Gedanken durch den Kopf. Was wird Ulli tun, wenn er erfährt, dass sie reich sind, wahrscheinlich wird er seinen Job kündigen und seinen Dauerwohnsitz vor dem Fernseher einrichten, so ihre Befürchtung. Als mehrere Versuche, Ulli von dem Gewinn zu erzählen, fehlschlagen, fasst Anja den Entschluss, ihm nichts zu sagen, sondern mit Hilfe ihres alten Freundes Max Schweitzer, seines Zeichens Steuerberater, Ullis Traum von einem eigenen Lokal wahr werden zu lassen. Schnell wird ein geeignetes Objekt gefunden. Nun bleibt nur noch, Ulli dazu zu bringen, das ihm von Max unterbreitete Angebot anzunehmen. Die Umbauarbeiten für das Restaurant will Anja mit dem gewonnenen Geld finanzieren, in den Augen von Ulli soll es sich jedoch so darstellen, dass das Objekt Max gehört, der ihm erzählen soll, dass er einen Teil seines Geldes investieren wolle. Nach einigen Anlaufschwierigkeiten beißt Ulli tatsächlich an, was sich auch sehr positiv auf das Familien- und das Liebesleben des Paares auswirkt.
Ulli will im Restaurant molekulare Küche anbieten und veranstaltet auch sogleich ein Probekochen für seine Familie, das ein voller Erfolg wird. Auch Ullis Mutter Thea, die vorübergehend bei den Bremers eingezogen ist, nimmt daran teil. Dass sie vor dem Gerichtsvollzieher auf der Flucht ist, ahnt allerdings niemand aus der Familie und auch nicht, dass sie massenhaft Waren im Internet bestellt, vor allem Puppen, die Ulli später in der Wohnung seiner Mutter in einem abgetrennten Bereich entdeckt.
Max setzt Anja davon in Kenntnis, dass Ulli das Geld mit vollen Händen ausgibt, er sei eine ökonomische Zeitbombe und denke einfach nicht in Zahlen. Wenn er so weitermache, sei die Million bald verbraucht und sie könne ihre eigenen Träume vergessen. Ein Zufall will es, dass Ulli kurz vor Eröffnung des Restaurants hinter die Wahrheit kommt. Seine Reaktion ist jedoch anders, als Anja erhofft hatte, er zieht Zuhause aus und will auch von dem Restaurant nichts mehr wissen. Sein bester Kumpel Mike ist es, der auf Ulli einwirkt, sich alles noch einmal durch den Kopf gehen zu lassen. Und so kommt es, dass die Kinder ihre Mutter aus der Singstunde abholen und mit verbundenen Augen zum Restaurant bringen, das Ulli nun doch noch eröffnet hat. Nachdem das Ehepaar geklärt hat, dass beide beherzigen, was im Kleingedruckten steht, nämlich: „Jeder wie er kann, keiner wie er muss,“ bedankt Ulli sich bei seiner Frau und überrascht sie damit, dass er ab sofort auch noch im Außer-Haus-Service den Kindergarten mit Essen versorgen wird, was er mit ihrer Vorgesetzten schon geklärt habe. Der Abend wird beschlossen, indem Anja mit einem Augenzwinkern in Richtung ihres Mannes verkündet, dass sie im Lotto gewonnen habe und Wünsche angemeldet werden könnten.

## Produktion

### Produktionsnotizen, Dreharbeiten
Mensch Mama! wurde unter dem Arbeitstitel Fast eine Million von der Produktionsfirma Müller & Seelig vom 8. September bis zum 8. Oktober 2010 in Köln, Leverkusen und Umgebung gedreht.

### Veröffentlichung
Der Degeto-Film wurde am 14. September 2012 erstmals im Programm der ARD Das Erste ausgestrahlt.

## Rezeption

### Einschaltquote
Bei seiner Erstausstrahlung am 14. September 2012 wurde der Film von 3,65 Mio. Zuschauern eingeschaltet, was einem Marktanteil von 12,5 Prozent entspricht.

### Kritik
Der Kritiker der Fernsehzeitschrift TV Spielfilm vergab zwei von drei möglichen Punkten für Humor und jeweils einen für Action und Spannung, was einer mittleren Wertung „Daumen zur Seite“ gleichkommt und äußerte sich kritisch: „Mitunter amüsant, aber der belehrende Tonfall dieses Erbauungskomödchens verleidet einem auf Dauer den ganzen Spaß Fazit: Arg pädagogisch, diese Lottoposse.“
Rainer Tittelbach von tittelbach.tv gab Mensch Mama! drei von sechs möglichen Sternen und meinte: „Nett – aber doch ziemlich ausgedacht. Trotz Birge Schade und Götz Schubert springt in dieser Geschichte, die als märchenhafte Versuchsanordnung einen gewissen Reiz hat, der Funken nicht über.“ „Ausnahmeschauspielerin Birge Schade“ gebe „den Ton an in dem leichtgewichtigen Familienfilm“. Ohne „die Topbesetzung“ Birge Schade, Götz Schubert wäre „dieses ausgedachte Wohlfühldramolett mit seinen Anlaufschwierigkeiten für viele Zuschauer wohl ein Fall für die Fernbedienung“, führte Tittelbach weiter aus. Um „als ‚ernsthafte‘ Unterhaltung durchzugehen“, sei „das Ehekrisensüppchen dann aber doch auch zu dünn“. In diesem Degetofilm stimme „mal wieder die Bindung zwischen Plot und Erzählfluss, zwischen Buchideen und Inszenierung, zwischen ‚Moral‘ und Sinnlichkeit“ nicht.
Moviepilot konnte dem Film gar nichts abgewinnen und schrieb, der Handlungsverlauf sei „so bieder und unsympathisch“, dass der Film „schwer auszuhalten“ sei. Vor allem sei der Plot extrem debil: „immer, wenn der Ehemann bei der Renovierung Erfolg hat, benimmt er sich zu Hause gut gelaunt, fast schon wie ein Kind. Sobald es den kleinsten (und völlig überfälligen!) Gegenwind bei der Renovierung gibt, sitzt er wieder frustriert biertrinkend vor der Glotze, völlig antriebslos. So dass die Ehefrau ihm wieder alles durchgehen lässt. Hauptsache das Kind von Ehemann ist zufrieden. AUA!“
Auf der Seite evangelisch.de war man der Meinung, Regisseur Dirk Regel hätte die Geschichte „durchaus ein bisschen zupackender inszenieren können“, jedoch seien „die Figuren sympathisch, die Darsteller überzeugend natürlich“ und „die Konflikte sehr lebensnah“. Zudem ergänze das Drehbuch die Handlung „um viele reizvolle Nebenschauplätze: das miserable Essen im Kindergarten“; Ullis von Grit Böttcher gespielte „vernachlässigte Mutter, die ihre Einsamkeit kompensier[e], indem sie ihre Rente und noch einiges mehr in ominöse Internetbestellungen“ investiere, die „beiden Kinder der Bremers, die mit großer Hartnäckigkeit ihre eigenen Ziele verfolg[t]en“; und „natürlich die unerfüllte Hingabe von Max, für die sich aber auch noch eine passende Lösung“ finde.
Quotenmeter.de befand, „die Markenzeichen der Degeto“ seien „Rührseligkeit und Überzeichnung“ – beides liefere ‚Mensch Mama‘ „zuhauf“. Zwar gebe das Thema über geplatzte Lebensträume eigentlich viel her, doch „wenn die Degeto die Prämisse auf das trimm[e], was sie für familientauglich“ halte, bedeute das natürlich, „dass sie im selben Atemzug all das zunichte“ machen müsse, „was interessant hätte sein können“. Im Gegensatz zum weit überwiegenden Teil der Kritiken, war man bei Quotenmeter der Meinung, dass die Besetzung der Hauptrolle mit Birge Schade „wenig gelungen schein[e] mit ihren ausufernden Gesten, dem aufgesetzten Lächeln, der ständigen Untermalung und Überzeichnung der Schrullen ihrer ohnehin schon schrulligen Figur.“ Götz Schubert hingegen zeige, was man aus einem „derart biederen ARD-Fernsehfilm-Duktus allerdings noch so rausholen“ könne. Er lege seine Figur „direkter, klarer, natürlicher“ an und fahre damit sehr gut. Positiv bewertet wurde auch Nadine Kösters in  „ihrer eher blassen“ Rolle als „dauergenervter Teenager“ bewertet.
Das Lexikon des internationalen Films hingegen sprach von einer „sanft-hintergründige[n] (Fernseh)-Komödie über Segen und Fluch des unerwarteten Reichtums“, die „gut gespielt“ und „originell entwickelt“ worden sei.